# Campionato francese di rugby a 15 1987-1988
Il Campionato francese di rugby a 15 1987-1988 è stato vinto dall'Agen che ha superato in finale lo Stadoceste tarbais conquistando il suo ottavo Scudo di Brenno

## Formula
80 squadre divise in sedici gruppi di cinque squadre. Le prime due di ogni gruppo erano ammesse al "gruppo A", per un totale di 32 squadre successivamente divise in quattro gruppi di 8. Di questi, le prime 4 erano ammesse ai play-off.

## Fase di qualificazione agli ottavi di finale
Le squadre sono elencate nell'ordine di classifica . in grassetto le qualificate agli ottavi
| - RC Toulon - SU Agen - FC Grenoble - Stadoceste tarbais - AS Béziers - FC Lourdes - Saint-Jean-de-Luz - Section paloise                            | - US Dax - CA Bègles-Bordeaux - SC Graulhet - USA Perpignan - Stade aurillacois - Valence - FC Auch - SC Tulle |
| - Racing club di Francia - Stade toulousain - Aviron bayonnais - AS Montferrand - CS Bourgoin-Jallieu - Biarritz olympique - US Romans - Montchanin | - RC Narbonne - CA Brive - Stade montois - Tyrosse RCS - Stade bagnérais - RRC Nice - US Marmande - RC Hyères  |

## Ottavi di finale
(In grassetto le qualificate ai quarti)
| Squadra 1          | Squadra 2              | Andata | Ritorno |
| ------------------ | ---------------------- | ------ | ------- |
| Aviron bayonnais   | Racing club di Francia | 15-9   | 6-28    |
| FC Grenoble        | SU Agen                | 6-3    | 10-14   |
| CA Bègles-Bordeaux | Stade montois          | 7-13   | 10-0    |
| USA Perpignan      | RC Narbonne            | 12-21  | 12-24   |
| Tyrosse RCS        | RC Toulon              | 9-13   | 16-49   |
| SC Graulhet        | Stade toulousain       | 9-13   | 12-25   |
| AS Montferrand     | CA Brive               | 12-15  | 13-24   |
| Stadoceste tarbais | US Dax                 | 3-0    | 21-6    |

## Quarti di finale
(In grassetto le qualificate alle semifinali)
| Squadra 1          | Squadra 2              | Risultati |
| ------------------ | ---------------------- | --------- |
| SU Agen            | Racing club di Francia | 22-15     |
| CA Bègles-Bordeaux | RC Narbonne            | 20-26     |
| RC Toulon          | Stade toulousain       | 21-9      |
| CA Brive           | Stadoceste tarbais     | 6-13      |

## Semifinali
(In grassetto le qualificate alla finale)
| Squadra 1 | Squadra 2          | Risultati |
| --------- | ------------------ | --------- |
| SU Agen   | RC Narbonne        | 19-9      |
| RC Toulon | Stadoceste tarbais | 12-31     |

## Finale
| Arbitro: | Guy Maurette |

| |            | |
| mete: trasf.: c.p.: Drop: | Marcatori  | mete: trasf.: c.p.: Drop: |
| Titolari : Grégoire Lascubé, Daniel Dubroca, Laurent Seigne, Patrick Pujade, Bernard Mazzer, Jacques Gratton, Dominique Erbani, Michel Capot, Pierre Berbizier, Pierre Montlaur, Éric Gleyze, Gérald Mayout, Philippe Sella, Bernard Lacombe, Philippe Bérot Sostituti: Franck Vatbled, Éric Gayraud, Philippe Benetton, Éric Tolot, Patrick Schattel, Bruno Tolot | Formazioni | Titolari : Michel Crémaschi, Philippe Dintrans, Philippe Capdevielle, Philippe Pélissier, Alain Maleig, Thierry Janeczek, Andries Van Heerden, Pierre Arthapignet, Michel Hondagné, Jean-Paul Trille, Éric Berdeu, Yves Crabe, Bruno Labat, Jacques Schneider, Vincent Romulus Sostituti: Jean-Pierre Laroche, Alain Teulé, Louis-Charles Régent, Bertrand Renaux, Thierry Gaye, Philippe Jouanolou |